# The Anglo Mexican Foundation
19°26′7.47″N 99°9′49.41″O / 19.4354083, -99.1637250
The Anglo Mexican Foundation es una organización educativa sin fines de lucro ubicada en México cuyas oficinas principales se encuentran en la Colonia San Rafael en la Ciudad de México. Sus principales actividades están asociadas a la enseñanza del idioma inglés, la preparación para los exámenes correspondiente, la formación de profesores, becas para docentes y actividades culturales. La Fundación comenzó como el Instituto Anglo Mexicano de Cultura A.C. en 1943 con el objetivo de fortalecer los lazos entre México y Gran Bretaña a través del intercambio cultural. Tomó su nombre actual en 2003, junto con una reorganización del organismo.

## Escuelas
The Anglo brinda las clases impartidas por la Fundación en cuanto al idioma inglés, la formación de los profesores y la preparación estándar para los exámenes. La enseñanza del inglés ha sido la actividad principal de la fundación con The Anglo operando durante más de sesenta y ocho años. Una de sus características recae en «la calidad y el compromiso de sus maestros y personal».
 Algunos de estos cursos incluyen clases internas o de idioma general y preparación de exámenes estandarizados y cursos de especialidad para empresas. Los programas de formación y becas de profesores se centran principalmente en el desarrollo profesional de los profesores de inglés a nivel nacional. Los programas que se ofrecen a estos profesores incluyen cursos necesarios para sus actividades como el curso de enseñanza preescolar, el curso de enseñanza primaria y el curso de formación de profesores. Algunos de los cursos en servicio para docentes son el Curso de formación docente en servicio y el Curso de desarrollo docente. Cabe mencionar que varios de estos cursos cuentan con el reconocimiento de la SEP.
The Anglo es también el centro de exámenes ESOL de Cambridge autorizado más grande de México. Las pruebas que ofrece su Centre of Exams Unit están diseñadas en todos los niveles de inglés desde el Key English Test (KET) para el nivel básico, el Preliminary English Test (PET) para el intermedio, el First Certificate in English (FCE) para el superior o intermedio, el Certificate in Advanced English (CAE) para estudiantes avanzados y el Certificate of Proficiency in English (CPE) para aquellos candidatos con un nivel de inglés muy avanzado.
En 1998, la Fundación estableció The Churchill School y en 2003 The Churchill College. La escuela brinda educación a los estudiantes desde el jardín de infantes hasta la escuela primaria/secundaria. El colegio se enfoca en estudiantes de preparatoria. Estas escuelas son bilingües con un enfoque internacional y son miembros de la International Baccalaureate Organisation (IB).

## Otros programas
Desde 1943, la fundación ha promovido la realización de eventos culturales con el propósito de fortalecer los lazos entre México y Gran Bretaña. Estos incluyen música, teatro, danza, artes visuales, cine y conferencias. La organización también desarrolla materiales culturales tanto para su propia escuela como para otras instituciones educativas tanto en México como en el Reino Unido. Inclusive contribuye a la financiación de eventos fílmicos a partir de un calendario disponible para su consulta en línea. La fundación patrocina eventos cinematográficos que se llevan a cabo con frecuencia de acuerdo con un calendario disponible en línea. Los intercambios culturales y educativos incluyen la representación del Proyecto GAP en México, y la oferta de becas como parte del programa United World Colleges. Los candidatos seleccionados completan las English Language Scholarships en diferentes lugares del mundo.
En 2010 se celebró en el Auditorio Nacional la conferencia «Un encuentro con Bob Geldof», en la que Geldof estuvo acompañado por José Areán, músico mexicano reconocido internacionalmente. Otro hecho del mismo año fue la presentación de una recopilación de cartas escritas en el siglo XIX sobre México por la escocesa Fanny Calderón de la Barca. Este fue un evento conjunto entre la fundación y el Instituto Nacional de Bellas Artes.
En 2011, la oferta cultural incluyó lecturas del escritor galés Owen Sheers y recitales de la pianista Ann Martin-Davis y la mezzosoprano Susan Legg. En colaboración con el Museo Nacional de Arte, la fundación presentó además el documental No hay distancia para correr de Will Lovelace y Dylan Southern. A través de la revista de teatro Paso de Gato, la fundación patrocinó un evento dedicado al teatro inglés al cual asistieron críticos como Aleks Sierz, Mark Fisher y Michael Billington. El evento se dedicó a analizar el teatro británico desde la Segunda Guerra Mundial.